# Маршалл (округ, Оклахома)
Шаблон:StateAbbr_ 34°02′ пн. ш. 96°46′ зх. д. / 34.03° пн. ш. 96.77° зх. д.
Округ Маршалл (англ. Marshall County) — округ (графство) у штаті Оклахома, США. Ідентифікатор округу 40095.

## Історія
Округ утворений 1907 року.

## Демографія
За даними перепису
2000 року
загальне населення округу становило 13184 осіб, зокрема міського населення було 3878, а сільського — 9306.
Серед мешканців округу чоловіків було 6474, а жінок — 6710. В окрузі було 5371 домогосподарство, 3800 родин, які мешкали в 8517 будинках.
Середній розмір родини становив 2,87.
Віковий розподіл населення поданий у таблиці:
| Стать    | До 15 років | 15-21 | 22-29 | 30-39 | 40-49 | 50-65 | 65-85 | Понад 85 |
| -------- | ----------- | ----- | ----- | ----- | ----- | ----- | ----- | -------- |
| Чоловіки | 1285        | 657   | 534   | 804   | 852   | 1222  | 1047  | 73       |
| Жінки    | 1247        | 527   | 529   | 770   | 869   | 1312  | 1249  | 207      |

## Суміжні округи
- Джонстон — північ
- Браян — схід
- Грейсон, Техас — південь
- Лав — захід
- Картер — північний захід

## Виноски
1. ↑  U.S. Decennial Census. United States Census Bureau. Архів оригіналу за 19 липня 2018. Процитовано 21 лютого 2015.
2. ↑  Historical Census Browser. University of Virginia Library. Архів оригіналу за 11 серпня 2012. Процитовано 21 лютого 2015.
3. ↑  Forstall, Richard L., ред. (27 березня 1995). Population of Counties by Decennial Census: 1900 to 1990. United States Census Bureau. Архів оригіналу за 19 лютого 2015. Процитовано 21 лютого 2015.
4. ↑  Census 2000 PHC-T-4. Ranking Tables for Counties: 1990 and 2000 (PDF). United States Census Bureau. 2 квітня 2001. Архів оригіналу (PDF) за 18 грудня 2014. Процитовано 21 лютого 2015.
5. ↑  State & County QuickFacts. United States Census Bureau. Архів оригіналу за 6 червня 2011. Процитовано 9 листопада 2013.(англ.) Наведено за англійською вікіпедією.
6. ↑  American FactFinder. Бюро перепису населення США. Архів оригіналу за 26 лютого 2012. Процитовано 31 січня 2008.

| США | Це незавершена стаття з географії США. Ви можете допомогти проєкту, виправивши або дописавши її. |